# Nokia 6710 Navigator
Le Nokia 6710 Navigator est un téléphone mobile de Nokia qui est le successeur du Nokia 6210 Navigator. Il est disponible depuis août 2009.
Le Nokia 6710 Navigator est le quatrième téléphone GPS dans la série Navigator pour être libéré par Nokia. Le Nokia 6710 Navigator inclut des cartes de navigation. Il est spécialisé dans la navigation par GPS.

## Caractéristiques
- Système d'exploitation Symbian OS v9.3 with S60 Platform 3rd Edition, Feature Pack 2
- Processeur ARM 11 600 MHz
- GSM/EDGE/3G+
- 104,8 × 50,1 × 14,9 mm pour 117 grammes
- Écran de 2.6 pouces de définition 240 × 320 pixels, TFT LCD
- Batterie de 950 mAh
- Mémoire : 50 Mo extensibles par carte mémoire Micro SDHC limité à 32 Go
- Appareil photo numérique de 5 MégaPixels
- Appareil photo numérique secondaire pour la visiophonie
- Bluetooth 2.0
- A-GPS
- Vibreur
- Radio FM 87.5-108 MHz avec RDS (max. 20 stations).
- DAS : 1,03 W/kg.